# Semiothisa externaria
Semiothisa externaria är en fjärilsart som beskrevs av Walker 1861. Semiothisa externaria ingår i släktet Semiothisa och familjen mätare. Inga underarter finns listade i Catalogue of Life.